# Pinheirinho do Vale
Pinheirinho do Vale es un municipio brasileño del estado de Rio Grande do Sul.
Se encuentra ubicado a una latitud de 27º12'35" Sur y una longitud de 53º36'43" Oeste, estando a una altitud de 187 metros sobre el nivel del mar. Su población estimada para el año 2004 era de 3.835 habitantes. Se encuentra a orillas del río Uruguay, que hace de frontera con el estado de Santa Catarina.

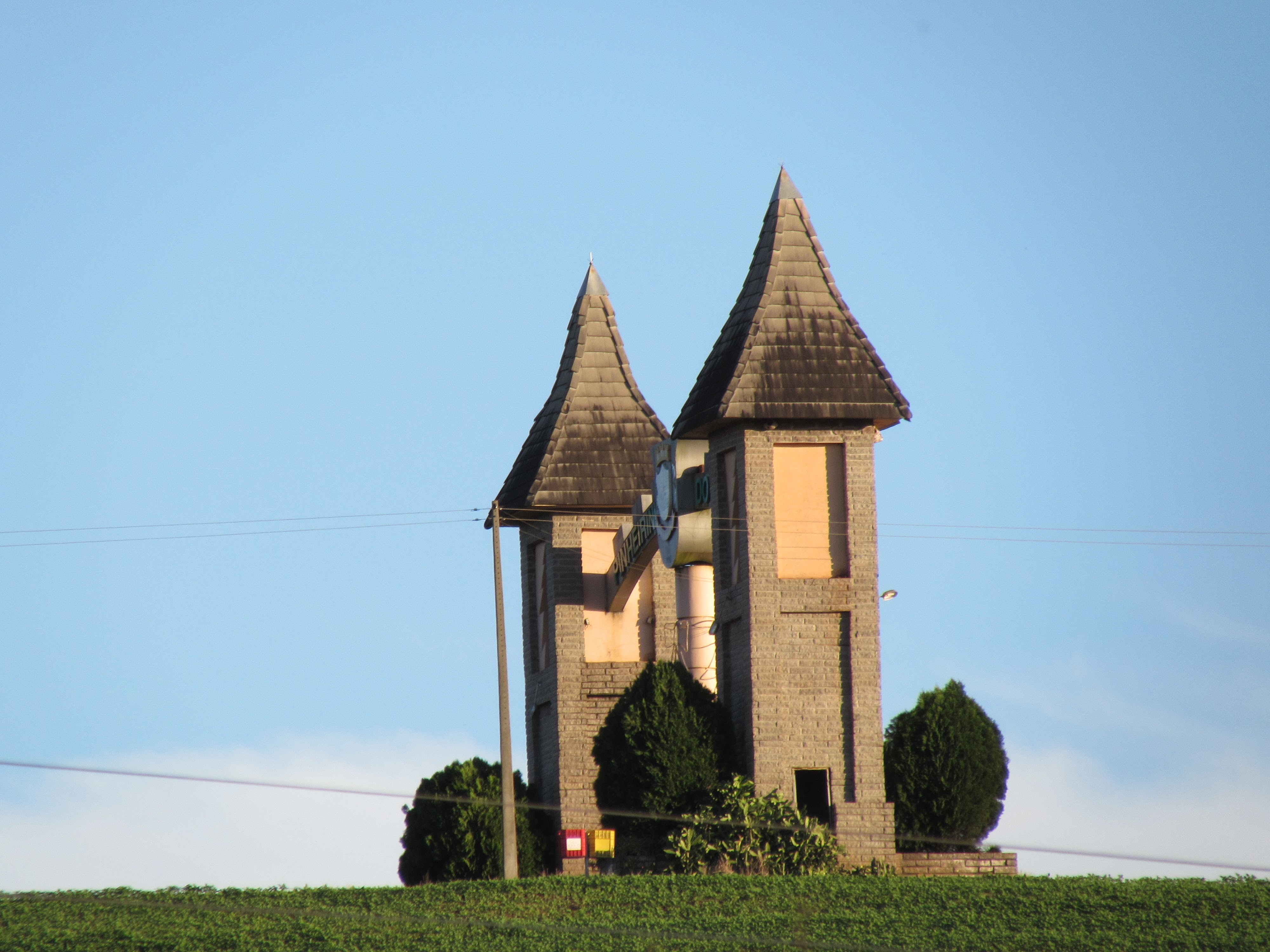
Vista lateral del Pórtico, en la entrada principal de Pinheirinho do Vale

Ocupa una superficie de 105,99 km².
- Datos: Q550186
- Multimedia: Pinheirinho do Vale / Q550186